# Ringsheim
Ringsheim ist eine kleine Gemeinde im südlichen Ortenaukreis in Baden-Württemberg. Zur Gemeinde Ringsheim gehören außer dem Dorf Ringsheim keine weiteren Orte.

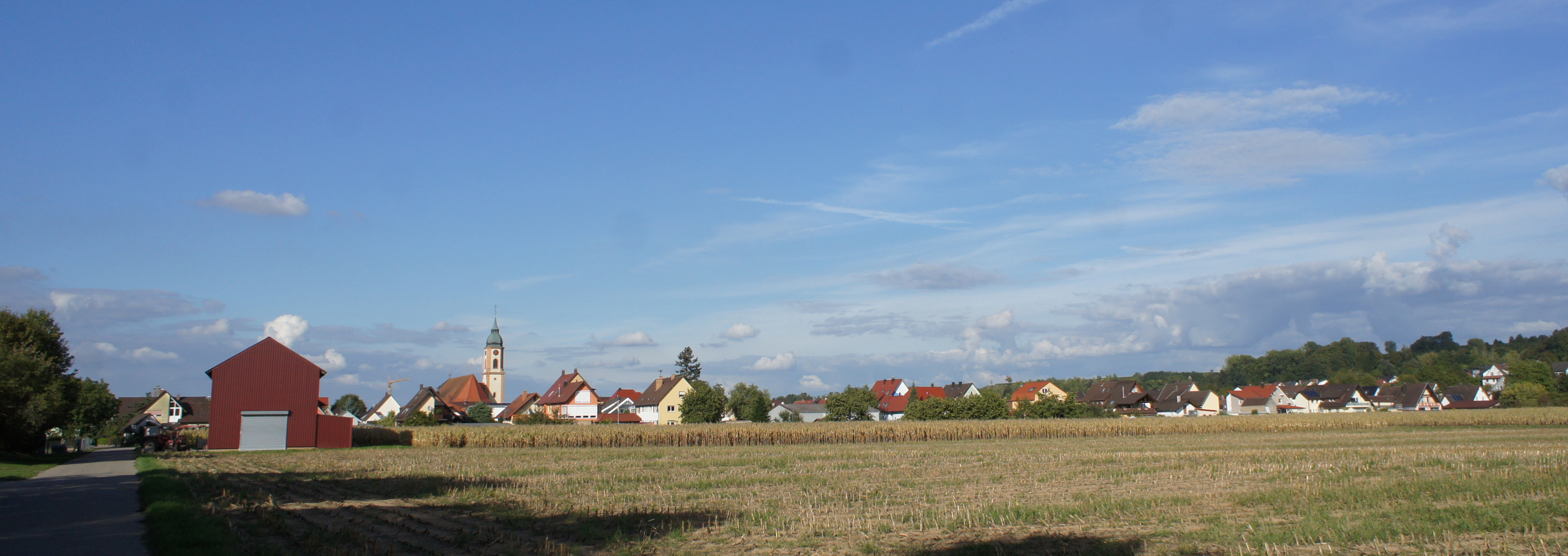
Ringsheim Panorama

## Geografie

### Geografische Lage
Ringsheim liegt in der Oberrheinischen Tiefebene zwischen Rhein und dem ersten Anstieg des Schwarzwalds.

### Nachbargemeinden
Die Gemeinde grenzt im Norden an Kappel-Grafenhausen, im Osten an die Stadt Ettenheim, im Süden an die Stadt Herbolzheim im Landkreis Emmendingen und im Westen an Rust, wo sich der „Europapark“ befindet. Westlich von Schuttertal befindet sich eine nur forstlich genutzte Exklave.

### Historische Geografie
In Ringsheim liegt die Wüstung Meistersheim.

## Geschichte

### Frühe Geschichte
Angeblich haben bereits die Kelten die Erzvorkommen im nahe bei Ringsheim gelegenen angrenzenden Kahlenberg genutzt. Erste Siedlungsspuren gibt es aus dem 7. Jahrhundert. Aus dieser Zeit wird auch die Namensgebung vermutet: „Ringos Heim“. Der Bischof von Basel Adalbero verlieh 1002 das Marktregal an Ringsheim im Breisgau. Bereits 1226 wird es als „Ringishein“ zum ersten Mal in einer Bulle von Papst Honorius III. urkundlich erwähnt. Große Teile des Ortes, der dem Bistum Straßburg unterstand, gehörten dem Kloster Ettenheimmünster. Es gehörte zum Oberamt Ettenheim.

### 19. und 20. Jahrhundert
Mit der Säkularisation aufgrund des Reichsdeputationshauptschlusses kam Ringsheim 1803 an das Großherzogtum Baden. Dort gehörte es kurzzeitig (bis 1809) zum Amt Mahlberg und dann wieder zum Amt Ettenheim. Mit der badischen Kommunalreform von 1924 kam die Gemeinde zum Landkreis Lahr. Als dieser 1973 aufgelöst wurde, wurde der Ort dem neugebildeten Ortenaukreis zugeschlagen.

### Einwohnerentwicklung
Einwohnerzahlen nach dem jeweiligen Gebietsstand.
| Jahr | Einwohner |
| ---- | --------- |
| 1666 | 150       |
| 1692 | 250       |
| 1805 | 900       |
| 1861 | 1.429     |
| 1900 | 1.369     |
| 1910 | 1.482     |
| 1950 | 1.753     |
| 1956 | 1.800     |
| 1961 | 2.024     |
| 1970 | 1.837     |

| Jahr | Einwohner |
| ---- | --------- |
| 1980 | 1.858     |
| 1990 | 1.960     |
| 1995 | 2.126     |
| 2000 | 2.081     |
| 2005 | 2.165     |
| 2006 | 2.172     |
| 2007 | 2.204     |
| 2008 | 2.192     |
| 2009 | 2.186     |
| 2010 | 2.221     |

| Jahr | Einwohner |
| ---- | --------- |
| 2011 | 2.236     |
| 2012 | 2.234     |
| 2013 | 2.255     |
| 2014 | 2.274     |
| 2015 | 2.281     |
| 2020 | 2.428     |
| 2022 | 2.525     |

## Politik

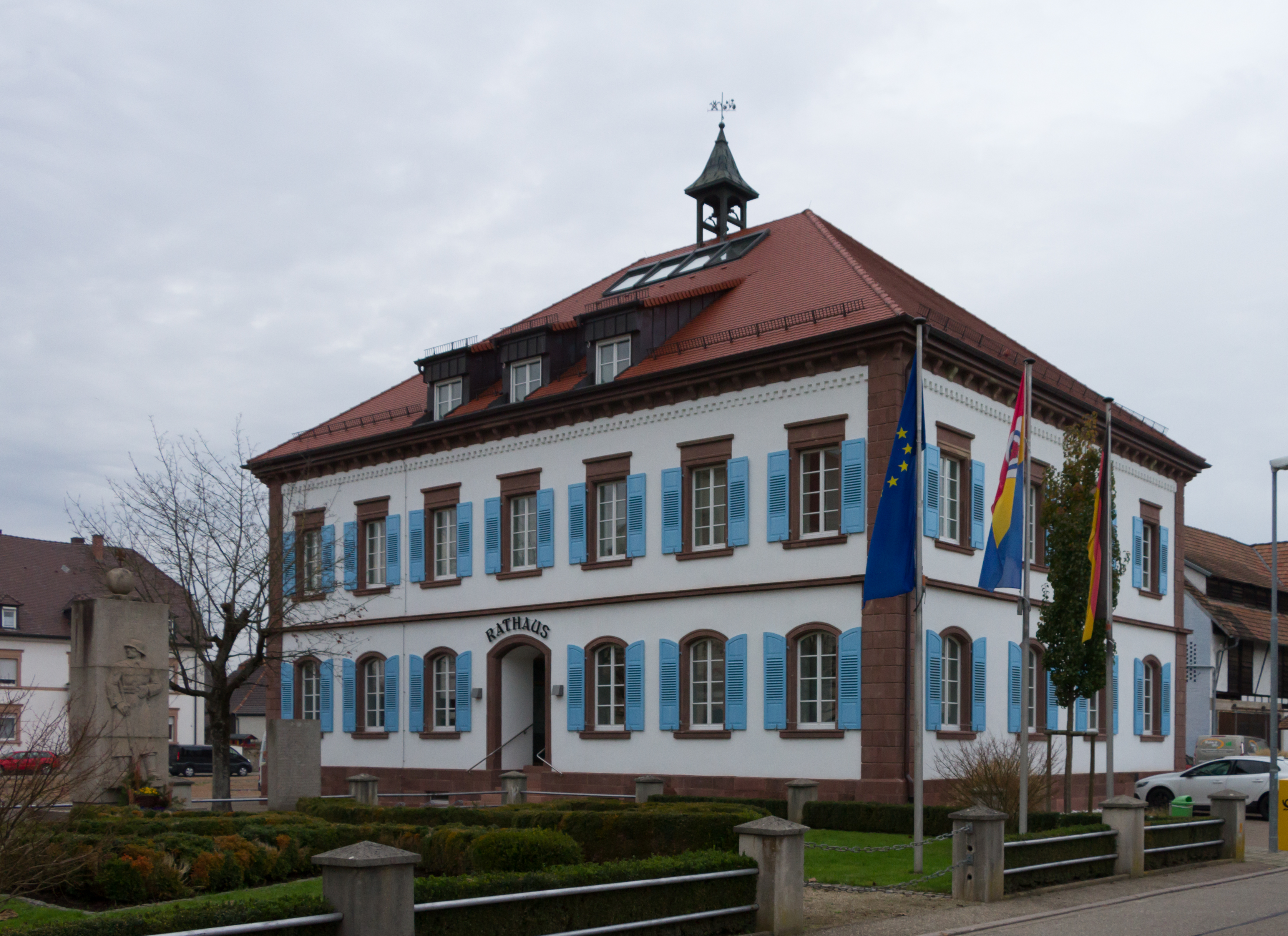
Rathaus von Ringsheim

### Verwaltungsgemeinschaft
Die Gemeinde gehört der Vereinbarten Verwaltungsgemeinschaft der Stadt Ettenheim an.

### Gemeinderat
Der Gemeinderat in Ringsheim hat 10 Mitglieder. Er besteht aus den gewählten ehrenamtlichen Gemeinderäten und dem Bürgermeister als Vorsitzendem. Der Bürgermeister ist im Gemeinderat stimmberechtigt. Die Kommunalwahl am 9. Juni 2024 führte zu folgendem Endergebnis.
| Parteien und Wählergemeinschaften | Parteien und Wählergemeinschaften           | % 2024 | Sitze 2024 | % 2019 | Sitze 2019 |
| CDU                               | Christlich Demokratische Union Deutschlands | 37,3   | 4          | 40,6   | 4          |
| FWV                               | Freie Wählervereinigung                     | 39,9   | 4          | 35,7   | 4          |
| SPD                               | Sozialdemokratische Partei Deutschlands     | 22,9   | 2          | 23,8   | 2          |
| gesamt                            | gesamt                                      | 100,0  | 10         | 100,0  | 10         |
| Wahlbeteiligung                   | Wahlbeteiligung                             | 70,6 % | 70,6 %     | 64,2 % | 64,2 %     |

### Bürgermeister
- 1890–1914: Rudolf Biehler
- 1914–1919: Wilhelm Schauber
- 1919–1928: Konstantin God
- 1928–1934: Emil Weber
- 1934–1945: Emil Schmidt
- 1946–1948: Max Henninger
- 1948–1969: Rudolf Biehler
- 1969–1985: Ludwig Greber
- 1985–2017: Heinrich Dixa
- seit 2017: Pascal Weber

Die letzte Bürgermeisterwahl fand am 8. Oktober 2017 statt. Pascal Weber erhielt 96,46 % der abgegebenen Stimmen, somit trat er am 5. Dezember 2017 seinen Dienst an.

### Wappen
Die Blasonierung des Wappens lautet: „In Silber ein blauer Ring, darin eine sechsblättrige goldbesamte rote Rose mit grünen Kelchblättern.“

### Partnerschaften
Ringsheim unterhält mit folgender Stadt eine Städtepartnerschaft:
- Albigny-sur-Saône, Region Auvergne-Rhône-Alpes, Frankreich, seit 1993

## Wirtschaft und Infrastruktur

### Verkehr
Am westlichen Ortsrand liegt seit 1869 der Haltepunkt Ringsheim an der Bahnstrecke Mannheim–Basel, der seit 2021 neben stündlichen Regional-Express- und Regionalbahn-Zügen zum Eisenbahnanschluss des Europa-Parks auch von einzelnen Fernverkehrszügen bedient und Ringsheim/Europa-Park bezeichnet wird.
Durch das Gemeindegebiet verlaufen die Bundesautobahn 5 mit der Anschlussstelle Ringsheim sowie die Bundesstraße 3 (Buxtehude–Weil am Rhein), die den Ort westlich umgeht.
Durch eine Alltagsroute aus dem Radnetz Baden-Württemberg ist Ringsheim über Herbolzheim und Kenzingen mit Emmendingen und an Ettenheim vorbei und über Kippenheim mit Lahr verbunden.

### Bildung
Mit der Karl-Person-Schule besitzt Ringsheim eine eigene Grundschule. Außerdem gibt es einen römisch-katholischen Kindergarten sowie den Naturkindergarten Rebzwergle.

## Kultur und Sehenswürdigkeiten

### Bauwerke

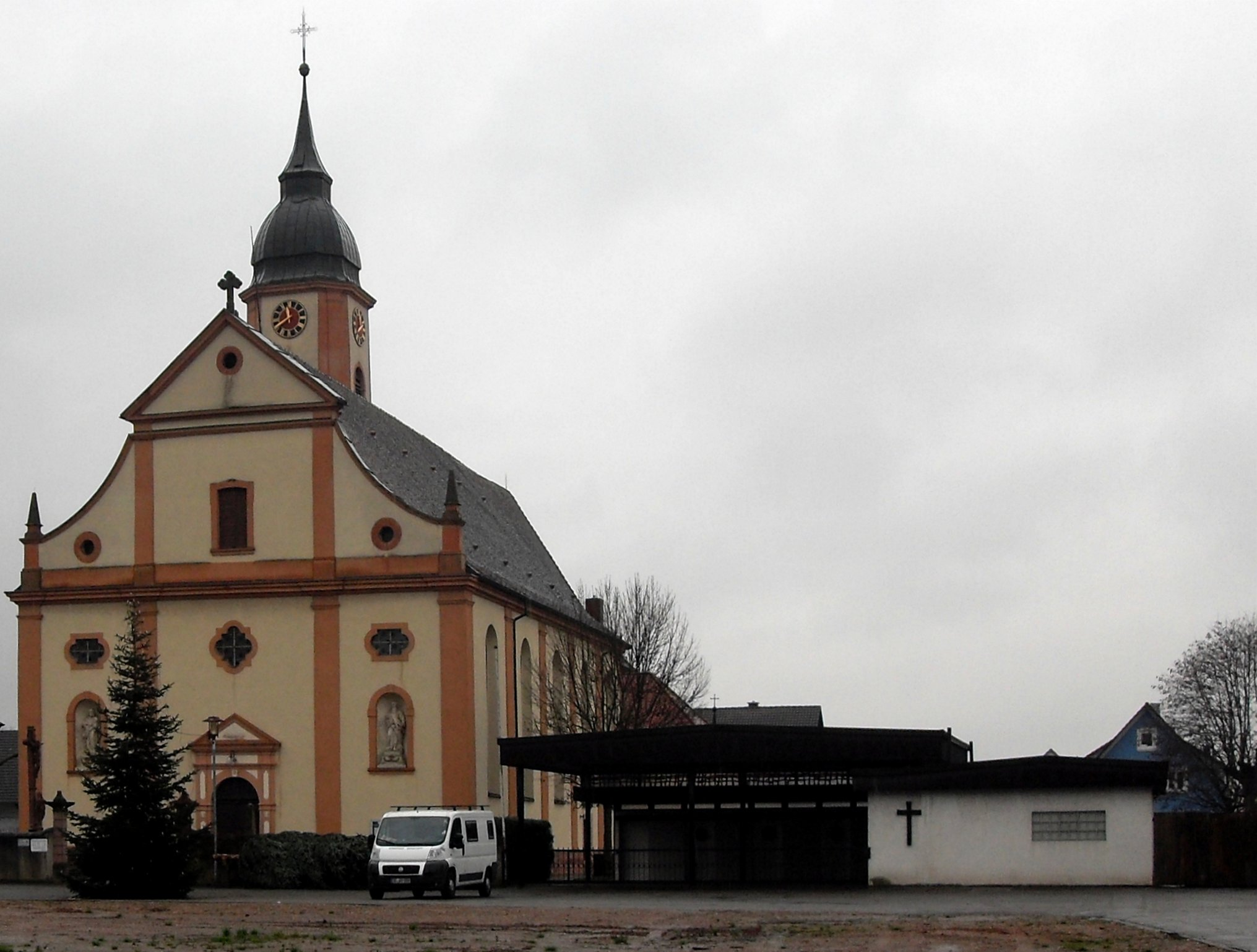
Pfarrkirche St. Johann-Baptist

- Die Johanneskapelle ist eine im 17. Jahrhundert errichtete Kapelle mit Wandmalereien, östlich der B 3 beim „Ochsenbrunnen“ gelegen.[7]
- Die Pfarrkirche St. Johann-Baptist ist eine denkmalgeschützte spätbarocke Kirche, die 1784/85 unter Joseph Hirschbühl (Vorarlberger Baumeistersippe) erbaut wurde.[8]

## Söhne und Töchter der Gemeinde
- Karl Person (1887–1956), Politiker (Zentrum, CDU), letzter Präsident des Badischen Landtags
- Klaus Muttach (* 1963), Politiker (CDU), Oberbürgermeister von Achern